# Гонтарь, Ольга Владимировна
О́льга Влади́мировна Гонта́рь (род. 11 января 1979, Минск, Белорусская ССР, СССР) — белорусская спортсменка, представляла художественную гимнастику в индивидуальных упражнениях. Мастер Спорта Международного класса.

## Достижения
Спортивная деятельность
с 4-х до 17-ти лет занималась художественной гимнастикой.
Список достижений
Мастер Спорта Международного класса. За это время достигла следующих результатов:
- 1993 — Абсолютная чемпионка Европы среди юниоров (Румыния, Бухарест)
- 1994 — Чемпионка клубного чемпионата Мира (Япония, Токио)
- 1994 — 5-е место Чемпионата Мира в многоборье (Франция, Париж)
- 1994 — Серебряный призёр Игр доброй воли в упражнениях с (мяч, обруч, лента) Бронзовый призёр в многоборье и упражнении с булавами (Россия, Санкт-Петербург)
- 1994 — Серебряный призёр Чемпионата Европы в командном зачёте (Греция, Салоники)
- 1995 — Серебряный призёр клубного чемпионата Мира (Япония, Токио)
- 1995 — 2-е место Чемпионата Европы (Англия, г. Телфорд)
- 1995 — Обладательница Кубка Европы в упражнении с мячом. (Англия, г. Телфорд)
- 1995 — Победительница турниров Гран-При. Германия, Голландия.
- 1989, 1990, 1991, 1992, 1993, 1994, 1995 — Неоднократная победительница и призёр международных турниров, чемпионатов, кубков СССР и Республики Беларусь